# Baby doll (nattlinne)
Baby doll är en typ av midjekort eller stusskort nattlinne, tillverkat av exempelvis chiffong, siden eller satin. Baby doll-nattlinnet kan ha spetsdetaljer och även vara genomskinligt. Oftast bärs det i kombination med matchande trosor.
Benämningen baby doll kommer från filmen Baby Doll från 1956, i vilken Carroll Baker spelar huvudrollen som den barnsliga tonårskvinnan som sover i spjälsäng iklädd kort transparent nattlinne.